# علي خان شاكر جان
علي خان قائد وسياسي مسلم كان رئيسًا لحكومة تركستان الشرقية الثانية.

## سيرته
ولد في قيرغيزستان وفي عام 1920 فر من القوات الشيوعية السوفييتية وذهب إلى مدينة كاشغر في تركستان الشرقية. وفي أبريل 1944 أنشا علي خان بالتعاون مع أشخاص آخرين منظمة ثورية للعمل على تحرير تركستان الشرقية. في 11 نوفمبر أعلنوا قيام الثورة بالتعاون مع الثائرين ضد السوفيت. وفي اليوم التالي انتصرت الثورة وتم اختيار علي خان لرئاسة حكومة تركستان الشرقية الثانية. في مدينة غولجا والتي اتخذت عاصمة فيما بعد.
وفي 12 حزيران 1946 وبعد ستة أيام من توقيع اتفاق السلام في أورومتشي بين ممثل حكومة تركستان الشرقية الثانية وحزب الكومينتانغ والتي استمرت مفاوضاتها ثمانية أشهر بوساطة سوفييتية، وتم ترحيله قهرًا إلى أوزباكستان واعتقاله هناك من قبل الكي جي بي. حيث قضى بقية حياته تحت الإقامة الجبرية في طشقند. وألف هناك كتابه «معاناة تركستان».
الحزب الإسلامي التركستاني تكلم عن علي خان في العدد الأول من مجلته التي أصدرها وتحدث فيها عن تاريخ تركستان الشرقية

## وصلات خارجية
- Meshrep Calendar Article نسخة محفوظة 18 يناير 2006 على موقع واي باك مشين.
- About Historical Role And Significance Of Alikhan Tura In The Liberation Movement Of Eastern Turkistan